# Giuseppe Turbini
Giuseppe Turbini (Piacenza, 1702 – Piacenza, 1788) è stato un pittore italiano, specializzato in quadrature.

## Biografia
Si formò sotto il padre, il pittore Pietro Turbini. Fu attivo nella decorazione della chiesa di Santa Teresa di Carmelo a Piacenza.